# 太田麻美
太田 麻美（おおた あさみ・1990年〈平成2年〉5月23日 - ）は、日本の女性ファッションモデル、グラビアモデル、レースクイーン。神奈川県横浜市出身。愛称は「あさみん」。

## 略歴

### モデル活動開始 - ZENT sweetiesへ
高校時代、ヘアショーに参加したのを機にモデルを目指すようになる。大学時代はアパレルのプレスを務める傍ら、雑誌「EDGE STYLE」「BLENDA」に読者モデルとして参加する。
その後友人の薦めで芸能事務所のワイエムエヌに所属し、2015年のSUPER GT「ZENT sweeties」メンバーに就任しレースクイーンデビュー。ワイエムエヌに所属していた彼女の選出により、それまで9年連続で選ばれていたプラチナムプロダクション所属者が落選する結果となった。同年12月、ミス・ユニバース・ジャパン2016東京大会に出場したが、代表選出はならなかった。

### アイズ移籍 - フレッシュエンジェルズへ

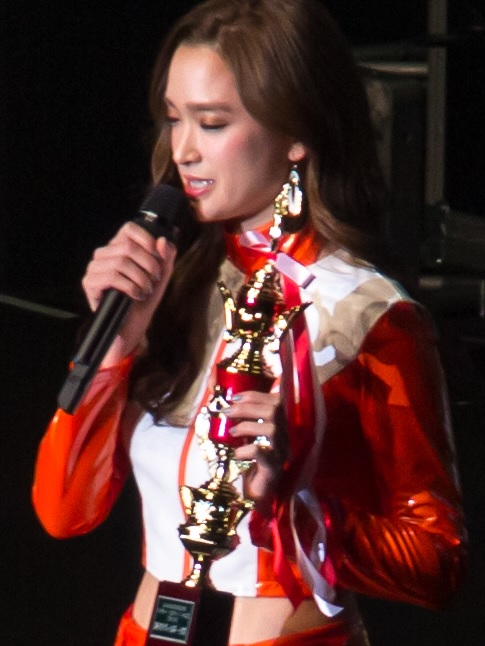
日本レースクイーン大賞2018で「週刊プレイボーイ賞」を受賞
（2019年1月12日、幕張メッセ）

2015年12月、総合格闘技『RIZIN』のラウンドガールに就任。2016年暮れに所属事務所をアイズに移し、2017年のSUPER GTでは「LEON RACING LADY」として活動。同年6月のレッドブル・エアレース・ワールドシリーズ千葉大会では、エアレースクイーンとして「フランソワ・ルボット（No.12 FLV レーシング チーム）」のチームガールを務めた。
2018年1月27日 - 1月28日に行われた『沖縄カスタムカーショー2018』で公式イメージガールを担当。前年の12月27日に自身のツイッターでいち早く告知していたが、同年1月13日に行われた日本レースクイーン大賞2017表彰式において、生田ちむとともに務めることが発表された。またこの年にはゴルフ雑誌『GOLF TODAY』のイメージガールユニットに当たる「GTバーディーズ」への参加もあった。同年5月6日、マリンメッセ福岡で行われた『RIZIN.10』をもってRIZINのラウンドガールを卒業。
2018年のSUPER GTでは「au Circuit Queen」としてLEXUS TEAM au TOM'Sのレースクイーンを務め、2019年1月12日に東京オートサロン2019（幕張メッセ）で開催された『GOODRIDE 日本レースクイーン大賞2018』では「週刊プレイボーイ賞」を受賞。同年4月15日発売の週刊プレイボーイでグラビアを飾った。同年2月18日、D'stationフレッシュエンジェルズの2019年度メンバーに就任。アイズ所属者としては初となるスーパー耐久の公式イメージガールを務めた。7月には「ARMY GIRL」として鈴鹿8耐のレースクイーンを務め、12月20日には自身初のイメージDVD『Morining Kiss』をリリース。西口プロレスのリングガールに当たる『西口向上委員会』としての活動もあった。

### KOBELCO GIRLS
2020年は「TGR TEAM SARD  “KOBELCO GIRLS”」として、2017年と2018年のフレエンメンバーだった中村比菜とコンビを組み、日本レースクイーン大賞2020では、南香織がデザインしたKOBELCO GIRLSとSARDイメージガールのコスチュームがコスチュームグランプリを受賞した。2021年のSUPER GTでも中村と共に「KOBELCO GIRLS」を継続する他、スーパー耐久に参戦する「ホンダカーズ東海」のレースクイーンユニットに当たる“MEGALiFe girls”（メガライフガールズ）としても活動した。
2022年1月15日、東京オートサロン2022（幕張メッセ）で発表された『日本レースクイーン大賞2021』において、4代目冠スポンサーとなった「MediBang（メディバン）」賞を受賞。更に大賞を受賞。同年度のKOBELCO GIRLSでは中村に代わり、小湊美月とコンビを組んだ。翌2023年はMobil1レーシングサポーターズに異動した小湊に代わり、2019年のフレエンで共働した林紗久羅や、フレエンの後輩に当たる宮瀬七海とトリオを組んでいる。またTOYOTA GAZOO Racingのアンバサダーとして5年ぶりに復活した「GAZOO Lady」としてもスーパー耐久・TOM'S SPIRITのRQを務めた。
2024年も5年連続でKOBELCO GIRLSを務めるが、同年のGAZOO Ladyでも共働する林紗久羅が外れ、太田と宮瀬・朝倉咲彩の3人体制となった。
2025年1月14日、自身のSNSで前年末にアイズを退所し、フリーランスになったことを発表。同年2月14日、5年間務めたKOBELCO GIRLSを名取くるみに譲る形で卒業した。

## 人物
- 趣味は書道（8段）、ホットヨガ[雑誌 3]。中学時代は陸上部、高校ではダンス部に入っていた[11]。ボクササイズも趣味としている[35]。
- 兄が1人いる[36]。
- 当初は原宿でのスカウトからモデルになることを勧められたが、ファッションに関わる仕事に就きたいと思い断念していた[6]。しかし読者モデルの仕事でモデル業に興味を持つようになり、ZENT sweetiesでのRQデビューに至った[6]。
- ファッションモデルのRin（元ティースタイルマネージメント所属）と仲が良く、ツイッターやInstagramにも度々登場する[TW 4][37]。
- あこがれの存在は菜々緒[38]。

## レースクイーン歴
| 年            | カテゴリー                                       | チーム名                                            | 他メンバー |
| ------------- | ------------------------------------------------ | --------------------------------------------------- | --- |
| 2015年        | SUPER GT                                         | ZENT sweeties                                       | 有馬綾香、神谷まりな、早瀬あや                                                                                             |
| 2017年        | SUPER GT                                         | LEON RACING LADY                                    | 柳沼陽菜、市原彩花、葉月リナ                                                                                               |
| 2017年        | レッドブル・エアレース・ワールドシリーズ千葉大会 | フランソワ・ルボット（No.12 FLV レーシング チーム） | 林紗久羅、璃波、立花はる、引地裕美、有馬綾香、宮越愛恵、河瀬杏美、村山久美、川崎あや、清瀬まち、森紗羅、藤木由貴、比良祐里 |
| 2018年        | SUPER GT                                         | au Circuit Queen                                    | 千倉里菜 |
| 2019年        | SUPER GT スーパー耐久                            | D'stationフレッシュエンジェルズ                     | 林紗久羅、一瀬優美、宮本りお、横田りか                                                                                     |
| 2019年        | 鈴鹿8時間耐久ロードレース                        | Team MF&Kawasaki 「ARMY GIRL」                      | 木村理恵、吉野七宝実、柴咲マナ                                                                                             |
| 2020年 2021年 | SUPER GT                                         | TGR TEAM SARD「KOBELCO GIRLS」                      | 中村比菜 |
| 2021年        | スーパー耐久                                     | ホンダカーズ東海「MEGALiFe girls」                  | 安田七奈、結城みい |
| 2022年        | SUPER GT                                         | TGR TEAM SARD 「KOBELCO GIRLS」                     | 小湊美月 |
| 2023年        | SUPER GT                                         | TGR TEAM SARD 「KOBELCO GIRLS」                     | 林紗久羅、宮瀬七海 |
| 2023年        | スーパー耐久                                     | TOM'S SPIRIT 「GAZOO Lady」                         | 石鳥まい、桐生もえこ、上運天美聖                                                                                           |
| 2024年        | SUPER GT                                         | TGR TEAM SARD 「KOBELCO GIRLS」                     | 宮瀬七海、朝倉咲彩 |
| 2024年        | スーパーフォーミュラ スーパー耐久                | TOYOTA GAZOO Racing 「GAZOO Lady」                  | 林紗久羅、瀬野ユリエ、初澤彩花、梨衣名                                                                                     |

## 出演

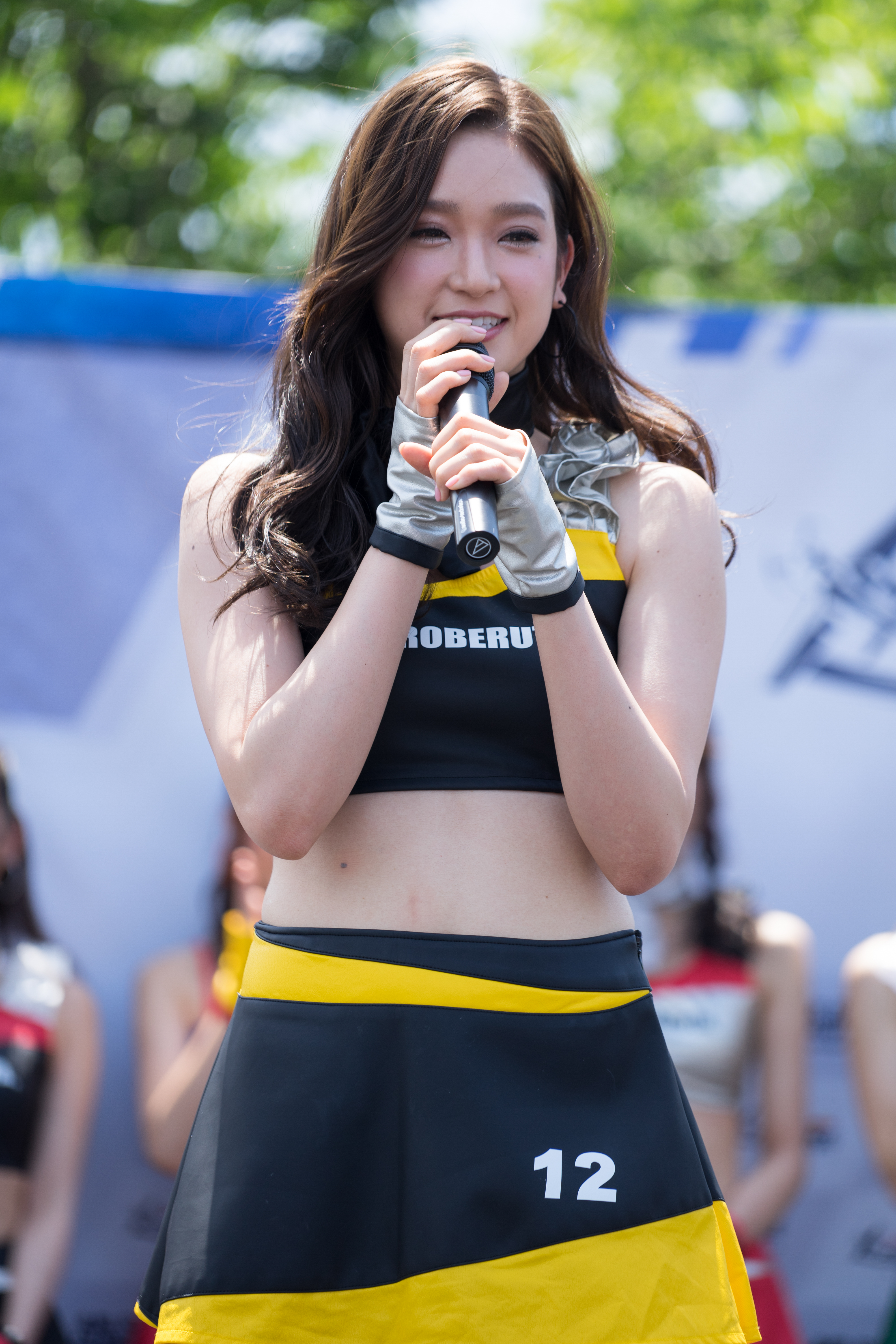
2017年レッドブル・エアレース・ワールドシリーズ 千葉 エアレースクイーン

### イベント
- 代官山コレクション2015「Anjaricuステージモデル」（2015年10月16日、ザ・ルーム代官山）[40]
- 東京モーターショー2015「BMWブースコンパニオン」（2015年10月30日 - 11月8日、幕張メッセ）[41]
- RIZIN FIGHTING WGP2015〜SARABAの宴〜／〜IZAの舞〜（2015年12月29日・31日、さいたまスーパーアリーナ） - ラウンドガール[42]
- 東京オートサロン2016「avexキャンペーンガール」（2016年1月15日 - 17日、幕張メッセ）[注 4]
- RIZIN FIGHTING WORLD GRAND-PRIX 2016 無差別級トーナメント 2nd ROUND、FINAL ROUND （2016年12月29日 - 31日、さいたまスーパーアリーナ） - ラウンドガール[44]）
- レッドブル・エアレース・ワールドシリーズ 2017年千葉大会（2017年6月3日 - 4日、幕張海浜公園）[12]
- FIA インターコンチネンタル・ドリフティング・カップ2017（2017年9月30日 - 10月1日、東京・船の科学館前特設会場） - 鈴菜と共にイメージガールを担当[45]。
- 東京モーターショー2017 「BMWブースコンパニオン」（2017年10月27日 - 11月5日、東京国際展示場）[TW 5]
- 東京オートサロン2018「ARMY GIRL」（2018年1月12日 - 14日、幕張メッセ）[注 5]
- 沖縄カスタムカーショー2018（2018年1月27日 - 28日、美らSUNビーチとよさき） - イメージガール[13]
- 東京ゲームショウ2018「ソフトギアブースコンパニオン」（2018年9月20日 - 23日、幕張メッセ）[注 6]
- 東京オートサロン2019「SUZUKIブースコンパニオン」（2019年1月11日 - 13日、幕張メッセ）[注 7]
- 大阪オートメッセ2019「SUZUKIブースコンパニオン」（2019年2月9日 - 11日、インテックス大阪）[注 7]
- CP+2019「ニコンブースステージモデル」（2019年2月28日 - 3月3日、パシフィコ横浜）[49]
- 東京モーターショー2019「OHLINSブースコンパニオン」（2019年10月23日 - 11月4日、東京ビッグサイト）[TW 6]
- 東京オートサロン2020「C-WESTブースコンパニオン」（2020年1月10日 - 12日、幕張メッセ）[注 8]
- 東京オートサロン2023「三菱自動車ブースステージモデル」（2023年1月13日 - 15日、幕張メッセ）[51]
- いなプーフォトフェス2023（2023年6月25日、稲毛海浜公園プール）[TW 7]
- 東京ゲームショウ2023「SPARCOブース」（2023年9月21日 - 24日、幕張メッセ）[注 9]
- 東京オートサロン2024「TOYOTA GAZOO Racingブース」（2024年1月12日 - 14日、幕張メッセ） - GAZOO Lady 2024としてお披露目[32]
- GR FESTIVAL OKINAWA 2024（2024年3月16日 - 17日、美らSUNビーチとよさき・コザ運動公園）- GAZOO Ladyとして[53]
- 東京オートサロン2025「TOYOTA GAZOO Racingブース」（2025年1月10日 - 12日、幕張メッセ）- GAZOO Ladyとして出演[54]

### 雑誌
- 三栄書房「GOLF TODAY」GTバーディーズ（2018年）[雑誌 2]
- 集英社「週刊プレイボーイ」2019年17号グラビア[19]

### 映画
- 教科書にないッ!6（2019年、日本出版販売） - 瀬戸紀香 役[55]

### テレビ番組
- バゲット（2018年 - 、日本テレビ） - VTRのモデルとして不定期出演[56]
- 孤独のグルメ Season8 第9話    （2019年11月30日、テレビ東京） - 客 役

## 作品

### DVD
- Morning Kiss（2019年12月20日、イーネット・フロンティア[57]）[22]